# Låglandsglasögonfågel
Låglandsglasögonfågel (Zosterops meyeni) är en fågel i familjen glasögonfåglar inom ordningen tättingar.

## Utseende och läte
Låglandsglasögonfågel är en liten tätting med en kroppslängd på 10,2–12 cm. Nominatformen (se nedan) är citrongul på panna, strupe och bröst, ljusgrå på resten av undersidan samt gulgrön på hjässa och ovansida. Runt ögat syns den vita ögonringen som är typisk för familjen, framför ögat bruten av en svartaktig fläck. Den har även ett rätt mörkt tygelstreck. Benen är skifferbruna eller blyblå. Underarten batanis är större än nominatformen och gulare i fjäderdräkten, med mer utbrett gult i pannan.
Hanen har beskrivits som en "mycket god sångare" som ofta hörs i närheten av boet. Bland lätena hörs "swit" eller "swit-tzee" som kan varieras till mer komplexa fem till sex sekunder långa serier med kvittrande och hesa toner.

## Utbredning och systematik
Låglandsglasögonfågel delas in i två underarter med följande utbredning:
- Zosterops meyeni meyeni (inklusive gilli[5]) – Filippinerna på Luzon, Banton, Calayan, Lubang, Verde, Caluya och Marinduque
- Zosterops meyeni batanis – ögrupperna Lüdao och Lanyu sydost om Taiwan samt ögruppen Batan norr om Luzon

Arten har tidigare behandlats som en del av sångglasögonfågeln (Z. japonicus) eller indisk glasögonfågel (Z. palpebrosus). DNA-studier visar att batanis utgör systertaxon till den förra, men nominatformen har inte inkluderats genetiskt. En nyligen upptäckt population på Mindoro inkluderas tentativt i nominatformen. Fåglar från Marinduque har tidigare behandlats som taxonet gilli och tidvis placerats i Zosterops montanus (denna inkluderas numera i sångglasögonfågeln), men anses numera vara synonym med nominatformen av meyeni.

## Levnadssätt
Arten hittas i skog, skogsbryn, buskmarker, bambusnår, trädgårdar, odlingsbygd och andra platser intill låglänt öppet landskap. På Mindoro hittas den dock ej i plantage och jordbruksmarker. Den skiljer sig ekologiskt från sångglasögonfågeln som i Filippinerna ses ovan 1000 meters höjd. Den ses i grupper och blandflockar, ibland med upp till åtta eller nio andra arter.

### Häckning
Fågeln häckar mellan april och augusti, ibland redan i januari. Boet sägs vara typiskt för släktet, placerat några få meter ovan mark i ett litet träd. Däri lägger den tre till fyra, ibland fem, himmelsblå eller vita ägg.

## Status
Arten har ett rätt stort utbredningsområde och beståndet anses stabilt. Internationella naturvårdsunionen IUCN listar den därför som livskraftig (LC).

## Namn
Fågelns vetenskapliga artnamn hedrar Franz Julius Ferdinand Meyen (1804-1840), preussisk kirurg, botaniker och samlare av specimen. På svenska har den även kallats fillipinsk glasögonfågel och luzonglasögonfågel, det senare numera namn på Zosterornis striatus.